# کلرا (اکلاهما)
کلرا(به انگلیسی: Calera) شهری در ایالت اکلاهما کشور ایالات متحده آمریکا است که جمعیت آن در سرشماری سال ۲۰۱۰ میلادی، ۲٬۱۶۴ نفر بوده‌است.